# Alexander Serikow
Alexander Serikow (* 23. Juni 1975 in Landshut, Bayern) ist ein ehemaliger deutscher Eishockeyspieler, der zuletzt bei den Heilbronner Falken in der 2. Eishockey-Bundesliga unter Vertrag stand.

## Karriere
Serikow begann seine Karriere im Juniorenspielbetrieb des EV Landshut und wechselte dann in die Eishockey-Bundesliga zum Mannheimer ERC, für deren DEL-Team Adler Mannheim er auch nach der Gründung der neuen höchsten deutschen Profispielklasse 1994 auf dem Eis stand. 1997, 1998 und 1999 konnte Serikow dreimal in Folge die deutsche Meisterschaft mit den Mannheimern gewinnen. Zur Saison 1999/00 wechselte der Linksschütze schließlich zu den München Barons, mit denen er erneut Deutscher Meister wurde und für die er bis zu deren Umzug nach Hamburg spielte.
2002 wechselte Serikow zu den Kassel Huskies, für die er bis zu seinem Wechsel in die 2. Liga zur Saison 2006/07 auf dem Eis stand. In der Saison 2004/05 unterbrach er das Engagement jedoch für einen kurzen Aufenthalt bei den Hannover Scorpions. Von 2007 bis 2011 stand der Angreifer im Kader des Zweitligisten Bietigheim Steelers, mit denen er 2009 die Meisterschaft gewinnen konnte, bevor er zur Spielzeit 2011/12 zu deren Ligakonkurrent Heilbronner Falken wechselte.
Im Januar 2017 amtierte er als Interimstrainer beim EV Landshut.

### International
Für die deutsche Eishockeynationalmannschaft bestritt Alexander Serikow mehrere internationale Turniere, darunter die Weltmeisterschaften 1995, 1997 und 1999, den World Cup of Hockey 1996 sowie das olympische Eishockeyturnier 1994.

## Erfolge und Auszeichnungen
- Meister der DEL 1997, 1998 und 1999 mit Mannheim
- Meister der DEL 2000 mit den München Barons
- Meister der 2. Bundesliga 2009 mit den Bietigheim Steelers
- Teilnahme am DEL All-Star Game 1998 und 1999

## Karrierestatistik
(Legende zur Spielerstatistik: Sp oder GP = absolvierte Spiele; T oder G = erzielte Tore; V oder A = erzielte Assists; Pkt oder Pts = erzielte Scorerpunkte; SM oder PIM = erhaltene Strafminuten; +/− = Plus/Minus-Bilanz; PP = erzielte Überzahltore; SH = erzielte Unterzahltore; GW = erzielte Siegtore; 1 Play-downs/Relegation; Kursiv: Statistik nicht vollständig)